# Mathieu Criaerd
Mathieu Criaerd (1689 – 1º febbraio 1776) è stato un ebanista francese, di origine fiamminga.

## Biografia

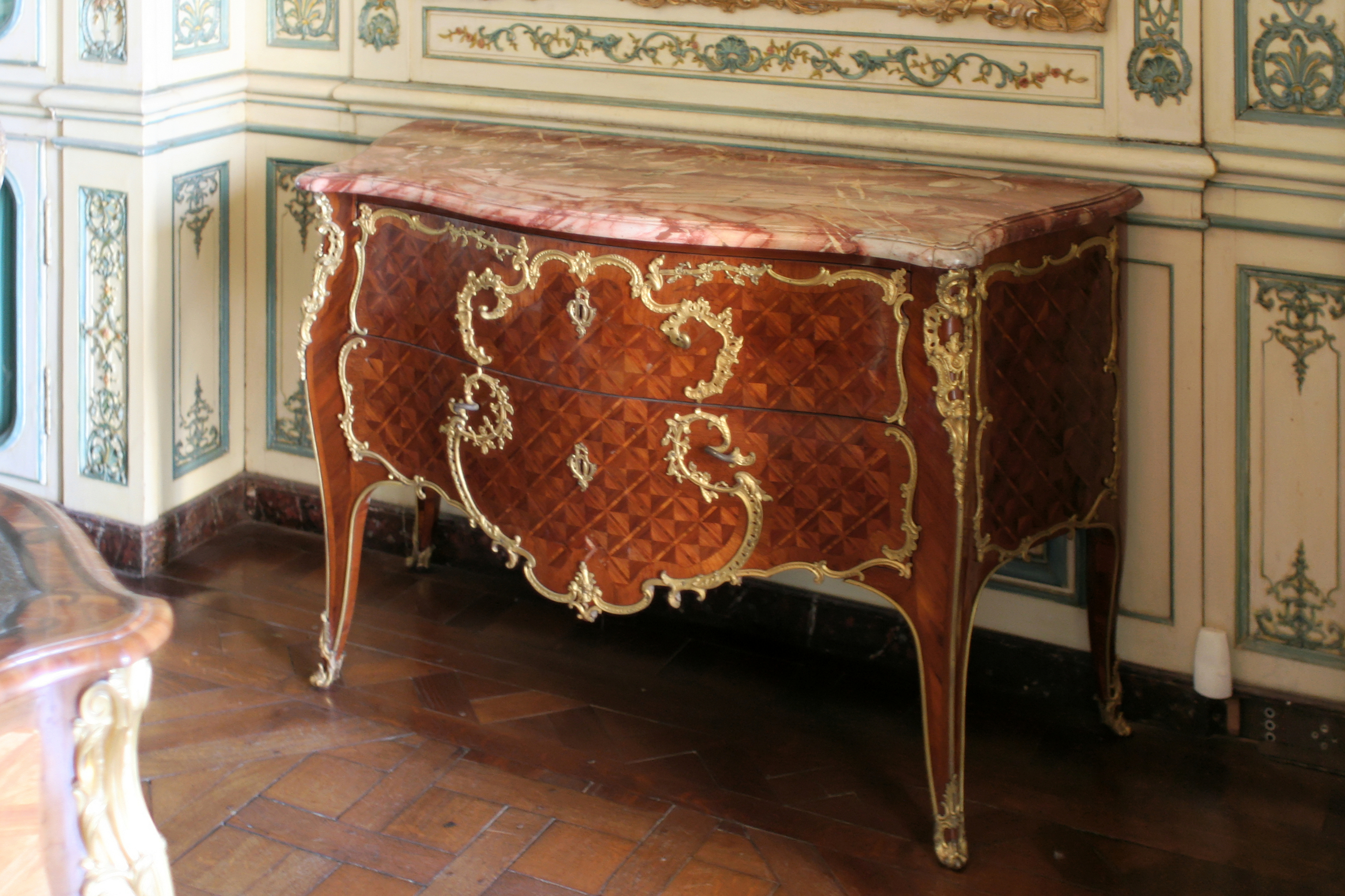
Comò firmato Criaerd per il gabinetto interno del Delfino alla Reggia di Versailles, nel 1748

Stabilitosi a Parigi, Criaerd ottenne la maîtrise nel 1738.
Dato che collaborò per molti anni con Jean-François Oeben e soprattutto per i Migeon, molte delle sue opere non gli sono state ancora attribuite, perché non sono riconosciute, in quanto sia Oeben sia Migeon erano non solo ebanisti, ma anche mercanti di mobili, e stampigliavano i loro pezzi con la loro sigla. Per lo stesso motivo Criaerd durante la sua carriera non raggiunse quella grande popolarità e fama, di cui gode invece oggi.
I suoi mobili si caratterizzarono per le grandi dimensioni, per le ricche decorazioni, ma la grazia quasi aerea dei temi, sia nei pannelli d'intarsio floreale sia nei bronzi, compensa la profusione dell'ornamento.
Il suo lavoro più noto risulta essere un cassettone del 1750 circa, a due cassetti, attualmente nella Collezione Camoin a Parigi.
Criaerd realizzò anche numerosi mobili di minima mole, molto eleganti e relativamente semplici, come la table de nuit realizzata nel 1755 per madame de Pompadour (Parigi, Musée des Arts Décoratifs).

## Opere
- Comò per il gabinetto interno del Delfino alla Reggia di Versailles, nel 1748;
- Cassettone a due cassetti, Collezione Camoin a Parigi, 1750 circa;
- Table de nuit, del 1755.